# Облога Лісабона (1384)
Обло́га Лісабо́на (порт. Cerco de Lisboa) — у 1384 році військова операція кастильського короля Хуана І з метою захопити португальську столицю. Тривала з 29 травня по 3 вересня (4 місяці й 26 днів). Обороною міста керував авіський магістр Жуан, майбутній король Португалії. Подія була складовою португальсько-кастильської війни, що спалахнула в часі Португальського міжкоролів'я (1383—1385). Приводом до облоги стало Лісабонське грудневе повстання 1383 року, внаслідок якого міщани вигнали королеву-регентшу Леонору, тещу Хуана І, а замість неї проголосили «захисником королівства» магістра Жуана. У січні 1384 року кастильський король вторгся до Португалії, намагаючись захистити свої права на португальський трон. Оборонці Лісабона поспіхом укріпили міські мури, брами і 77 башт. У травні кастильська 10-тисячна армія та флот оточили столицю з суші й моря. Протягом облоги найбільші сутички відбувалися біля брами святої Катерини. У липні португальські моряки з Порту, ціною власних життів, прорвали морську блокаду й доставити обложеним провізію. Нуну Перейра, що діяв у кастильському запіллі, перерізав лінії постачання противника, спричинивши голод в його рядах. У серпні серед кастильців спалахнула епідемія чуми, яка виморила половину їхнього війська, включаючи кастильського адмірала Фернандо де Товара, магістра сантьягівців Педро Кабесу-де-Ваку, королівського двірського Педро де Веласко та інших. Врешті-решт, аби врятувати своє життя і армію, Хуан І зняв облогу і повернувся до Кастилії, сподіваючись здобути Лісабон наступного року.